# Iyengar
Den här artikeln handlar om den hinduiska kasten iyengar. Se även artiklarna om yogaformen Iyengar yoga och dess skapare B.K.S. Iyengar.
Iyengar  (även stavat Ayyangar eller Aiyengar) är hinduisk brahminsk kast i södra Indien, vilken bekänner sig till den filosofiska riktningen Visishtadvaita inom hinduismen. Så gott som alla talar tamil, men med en egen iyengardialekt. Övriga talar telugu. 
Totalt antal medlemmar omkr 1 miljon (2004).[källa behövs]
Iyengar är indelad i två subkaster: Vadakalai och Thenkalai beroende på en religiös schism på 1200-talet.
Den här artikeln är helt eller delvis baserad på material från engelskspråkiga Wikipedia, 6 augusti 2025.